# Урочище Глубоке (Хомутець)
Урочище Глибоке — річка в Україні, у Брусилівському районі Житомирської області. Права притока Здвижу (басейн Тетерева).

## Опис
Довжина річки 10 км. Площа басейну 28 км². Впадає до Здвижу за 114 км від його гирла.